# ترینا پالاس
ترینا پالاس ((به انگلیسی: Trina Paulus) زاده ۱۹۳۱ در کلیولند اوهایو) نویسنده آمریکایی است.
مهم‌ترین کتاب او، در تکاپوی معنا است.